# Vrije ruimte
De vrije ruimte of seminarie is een Vlaamse onderwijsterm om dat gedeelte van het lesrooster aan te duiden dat de school zelf mag invullen in de derde graad (5e en 6e leerjaar) van het secundair onderwijs. Het is ingevoerd in het schooljaar 2004-2005.

## Situering
Naast de algemene vakken die bij de onderwijsvorm (ASO, TSO, KSO, BSO) horen en de specifieke vakken die bij de studierichting horen, kan de school nog enkele (2 à 5) uren (verschillend van studierichting tot studierichting) zelf kiezen. De meeste scholen vullen dit in door enkele lesuren toe te voegen aan bestaande vakken (3 u Engels in plaats van 2 bijvoorbeeld).

Anderen zijn wat creatiever en bieden de leerlingen enkele keuze-uren aan, of bieden geheel nieuwe vakken aan zoals communicatietechnologie, Spaans, filosofie, zelfstandig werk... Soms wordt de vrije ruimte ook gebruikt om een vorm van "projectonderwijs" in te voeren. Leerlingen werken dan zelfstandig een bepaald thema (bijvoorbeeld "werkloosheid" of "milieuzorg") uit gedurende het hele schooljaar waarbij verschillende vakken als geschiedenis, talen, sociologie, muziek en plastische opvoeding geïntegreerd aan bod komen. In de "vrije ruimte" kan ook de vakoverschrijdende eindterm (VOET) leren leren nagestreefd worden.

Via de "vrije ruimte" kan elke school haar pedagogisch project uitwerken en gestalte geven.